# Яцовляни
Яцовляни (пол. Jacowlany) — село в Польщі, у гміні Сідра Сокульського повіту Підляського воєводства.
Населення — 227 осіб (2011).
У 1975-1998 роках село належало до Білостоцького воєводства.

## Демографія
Демографічна структура станом на 31 березня 2011 року:
|          | Загалом | Допрацездатний вік | Працездатний вік | Постпрацездатний вік |
| -------- | ------- | ------------------ | ---------------- | -------------------- |
| Чоловіки | 114     | 26                 | 71               | 17                   |
| Жінки    | 113     | 25                 | 63               | 25                   |
| Разом    | 227     | 51                 | 134              | 42                   |